# Malaika (actriz)
Malaika Tenshi Nnyanzi, conocida profesionalmente como Malaika, es una actriz y modelo ugandesa. Es conocida por su trabajo de radio en el programa D'Mighty Breakfast en KFM y Malaika y Oulanya en Capital Fm, así como por su actuación en Veronica's Wish, Bed of Thorns, The Honourables y Mela.

## Carrera profesional
Comenzó su carrera como modelo en Nairobi, Kenia. Dejó Nairobi y se mudó a Uganda, donde continuó su carrera como modelo y presentadora de eventos corporativos y entretenimiento. Es embajadora de la marca del vino Sweet Lips.

### Radio y televisión
A su regreso a Uganda, se unió a Urban Televisión de Grupo Visión como copresentadora del programa matutino Urban Today. Terminó su relación laboral con Urban Televisión en noviembre de 2016. Se unió al canal de entretenimiento sudafricano Rockstar Group en el programa de televisión SHOOOOSH! Comenzó su carrera en la radio en KFM en Kampala en abril de 2017. Fue coanfitriona del programa D'Mighty Breakfast con Brian Mulondo. En 2019, dejó KFM y se unió a Capital Fm y comenzó a presentar Malaika and Oulanya junto a Oulanya Columbus reemplazando a Gaetano y Lucky en su espacio Overdrive.

### Actuación
Debutó como actriz en la película de 2018 de Nisha Kalema, Veronica's Wish como Bankia. Recibió dos nominaciones en la categoría Mejor Actriz de Reparto en los Premios del Festival de Cine de Uganda 2018 y Premios Globales ZAFAA 2019. Luego fue elegida como protagonista de la película dirigida por Eleanor Nabwiso, Bed of Thorns. Por su actuación, fue nominada y ganó en la categoría Mejor Actriz en los Premios del Festival de Cine de Uganda 2019. También se unió al reparto de la serie Mela de Nana Kagga y a The Honourables como miembro del reparto principal.

## Vida personal
En 2018, durante una entrevista con Crystal Newman en su programa Crystal 1 On 1, declaró ser epiléptica y víctima de violación por parte un compañero de trabajo debido a la epilepsia, algo que había mantenido en privado durante más de diez años y que le causó depresión.